# Bugula angustiloba
Bugula angustiloba är en mossdjursart som först beskrevs av Jean-Baptiste Lamarck 1816.  Bugula angustiloba ingår i släktet Bugula och familjen Bugulidae. Inga underarter finns listade i Catalogue of Life.